# Edificiul pentru funcții social-culturale de pe str. Tighina, 6 (Chișinău)
Edificiul pentru funcții social-culturale de pe str. Tighina, 6 este o clădire amplasată pe str. Tighina nr. 6 în Chișinău, Republica Moldova. Este un monument arhitectural de importanță națională inclus în Registrul monumentelor Republicii Moldova ocrotite de stat cu nr. 282 (municipiul Chișinău). Datează din anii 1930.